# Холи (Мичиген)
Холи (енгл. Holly) град је у америчкој савезној држави Мичиген.

## Демографија
По попису из 2010. године број становника је 6.086, што је 49 (-0,8%) становника мање него 2000. године.
| Група             | 2000.         | 2010.         |
| Белци             | 5.724 (93,3%) | 5.636 (92,6%) |
| Афроамериканци    | 79 (1,3%)     | 70 (1,2%)     |
| Азијати           | 25 (0,4%)     | 34 (0,6%)     |
| Хиспаноамериканци | 203 (3,3%)    | 217 (3,6%)    |
| Укупно            | 6.135         | 6.086         |